# КТ-26
КТ-26 (колёсный танк-26) — советский лёгкий колёсно-гусеничный танк сопровождения.

## История проектирования
В конце 1931 года заместитель начальника УММ РККА Лебедев, который следил за испытаниями танка Т-26, выступил с инициативой о переустановке танка на колёсно-гусеничный движитель. Работа над новым танком, получившим обозначение КТ-26 началась спустя год.
Первая попытка протестировать танк не увенчалась успехом: машина оказалась слишком сложная, и Техсовет УММ отказался её принимать. Осенью слушатели академии ВАММ исправили проект танка и полностью переделали ходовую часть. К маю 1933 года новый танк был готов.

## Конструкция
Работа велась под руководством молодых специалистов М. Данченко и В. Степаницкого: они создали простую ходовую часть с тремя опорными катками на борт (диаметр 780 мм) с внешней резиновой ошиновкой, два из которых (задние) были соединены в общую тележку с пластинчатыми рессорами, а передние были управляемыми и служили для поворота танка. Ведущие и направляющие колеса были заимствованы от Т-26. Была спроектирована новая 5-скоростная коробка передач.
Для осуществления нормального хода поворотных катков при движении на ходу корпус был ужат в носовой части на 300 мм. Помимо введения КПП нового типа, трансмиссия получила простой дифференциал с дополнительным редуктором, бортовой редуктор привода от дифференциала к гитарам, две гитары и новый механизм быстрого перехода с гусеничного хода на колесный. Вооружение, башня, двигатель и общая компоновка без изменений переходили от Т-26.

## Судьба
По предварительным оценкам, масса составляла около 10 т, что вызвало у Техсовета УММ большие опасения насчёт достижения проектной скорости, которая не превысила бы 40 км/ч. Помимо всего прочего, были обнаружены многочисленные ошибки в прочностном расчёте КПП и трансмиссии колёсного хода. В итоге танк не приняли на вооружение и серийно не выпускали.